# 寒中見舞い
寒中見舞い（かんちゅうみまい）は、日本の慣習の一つで、二十四節気の小寒（1月5日頃）から立春（2月4日頃）までの寒中に行う見舞いである。立春を過ぎてからの見舞いを余寒見舞い（よかんみまい）という。
1989年には前年に昭和天皇の病状悪化（同年1月7日に崩御）による「自粛ムード」で年賀状の差し出しが手控えられたため、官製の寒中見舞い葉書が発売された。

## 用途
郵便局や年賀状印刷メーカーによると、以下のような用途で用いられる。
- 豪雪地帯・寒冷地での相手を気遣う手紙
- 節分などの季節の行事の参加依頼などの手紙
- もらった年賀状への返事 - 出していない人から年賀状が届いたが、返礼が松の内を過ぎてしまう場合
- 喪中の人への寒中見舞い - 喪中はがきへの返事
- 喪中にもらった年賀状への返事
- 喪中と知らずに年賀状を出したときのお詫び

葉書以外では、歳暮のお返しを行う事もある。